# هنري رايدر هاجارد
السير هنري رايدر هاجرد (بالإنجليزية: Sir Henry Rider Haggard) ، ولد 22 يونيو 1856 - توفي 14 مايو 1925 ولد في نورفولك ، إنجلترا وكان كاتباً من العصر الفكتوري لروايات المغامرات تقع أحداثها في أماكن تعتبر مثيرة بالنسبة للقراء البريطانيين في هذا العصر. من أشهر أعماله كنوز الملك سليمان.

## حياته
بعد انتهاء دراسته الثانوية انكب على علم القانون وأصبح عام 1877 عضوا في المحكمة العليا في المستعمرة الإنجليزية في ترانسفال بأفريقيا. عقب نشوب النزاع هناك، عاد هاغارد إلى انجلترا وبعد بضعة سنوات في تأليف القصص وكتابة المقالات.

## مهنة الكتابة
كان هاغارد خبيرا في الشؤون العقارية فوضع عام 1902 كتابا من جزئين أسماه (الريف الإنجليزي) بعد ذلك بقليل، عام 1905 تناول هاغارد بشكل دقيق شؤون الأراضي والاستيطان فيما وراء البحار في كتاب بعنوان (الفقير والارض). إلا أن هاغارد ألّف أيضاً الكثير من المغامرات الخيالية التي أعطته شهرة واسعة تساعده في ذلك جولاته الكثيرة حول العالم ومشاهداته خلالها. كما أنه كان أيضاً باحثا في علم التاريخ ورواياته الخياليتين (فجر) 1884 و(رأس السحرة) 1885، تناولتا موضوعا تاريخيا هو هزيمة الإنجليز في (فيزا ندهلوان). كانت أفريقيا مصدر إلهام لهاغارد ومسرح الكثير من رواياته الخيالية ويقال أن هاغارد استوحى رائعته الشهيرة (كنوز الملك سليمان) 1886 من أطلال رآها في زيمبابوي كما أن أشهر قصصه على الإطلاق (هي) أو (ملكة كور) 1887 تحمل طابعا أفريقيّا خاصا لا جدال فيه.

## إسلوب الكتابة
تميز إسلوب رايدر هاغارد ببساطة في الحبك وقوة في الإسلوب جعلت من رواياته قمما في الفن القصصي ولا زال قرّاؤه حتى اليوم يجدون قصصه نفس الإثارة والتشويق التي كانت لها منذ ما يقرب المائة عام.

## الأوسمة
عام 1912 نال رايدر هاغارد لقب (سير) ورتبة فارس في إنجلترا تقديراً لفنه الأدبي الرائع ولقصصه التي ربّت أجيالا بكاملها على حب المغامرة والإقدام وخوض غمار المجهول.

## وفاته
توفي السير هنري رايدر هاغارد في 14 مايو 1925 عن عمر 68 عاما. ولو أنه عاش بضع سنوات أكثر لرأى أغلب رواياته تنتج أفلاما سينمائية نظير النجاح الفائق الذي تميز به.

## وصلات خارجية
- هنري رايدر هاجارد على موقع IMDb (الإنجليزية)
- هنري رايدر هاجارد على موقع الموسوعة البريطانية (الإنجليزية)
- هنري رايدر هاجارد على موقع ألو سيني (الفرنسية)
- هنري رايدر هاجارد على موقع ميوزك برينز (الإنجليزية)
- هنري رايدر هاجارد على موقع أول موفي (الإنجليزية)
- هنري رايدر هاجارد على موقع قاعدة بيانات الأفلام السويدية (السويدية)
- هنري رايدر هاجارد على موقع إن إن دي بي (الإنجليزية)
- هنري رايدر هاجارد على موقع قاعدة بيانات الفيلم (الإنجليزية)
- هنري رايدر هاجارد على موقع كينوبويسك (الروسية)

هنري رايدر هاجارد  على قاعدة بيانات الخيال التأملي على الإنترنت

## مواضيع متعلقة
- كنوز الملك سليمان
- ألان كواترمين
- منزل بورلي ريكتوري